# 舊三和銀行

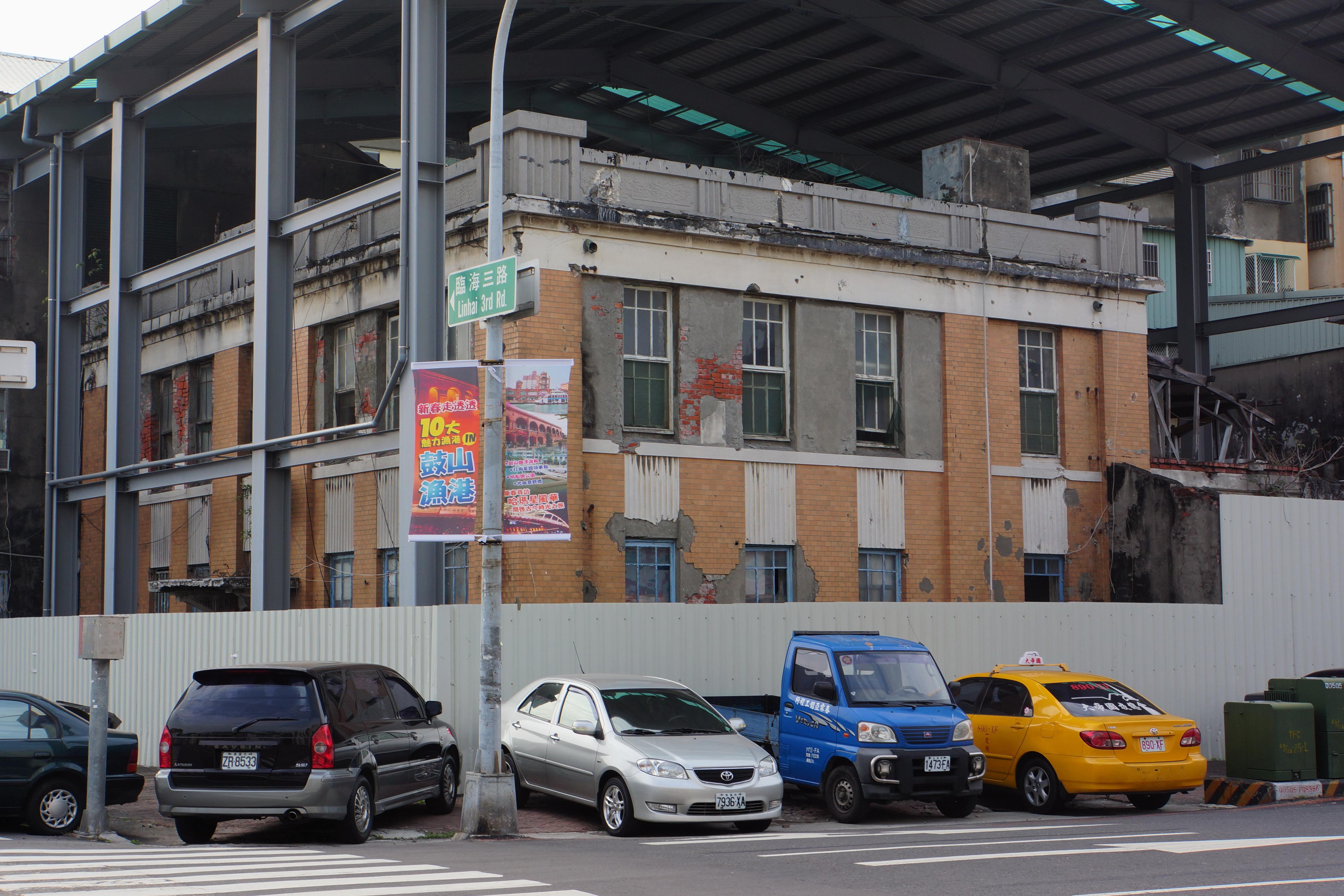
被保護建築物(2013年)

舊三和銀行位於臺灣高雄市鼓山區，日治時代是三十四銀行的高雄分行，後來改為三和銀行高雄支店。戰後建築物曾改為「新濱派出所」使用，直到民國七十九年（1990年）因空間不足而遷走，之後便閒置，於民國九十二年（2003年）2月26日公告為歷史建築。2020年1月，咖啡廳『新濱・駅前』在舊三和銀行建築開業，名稱來自日治時期行政區劃新濱町。

## 沿革

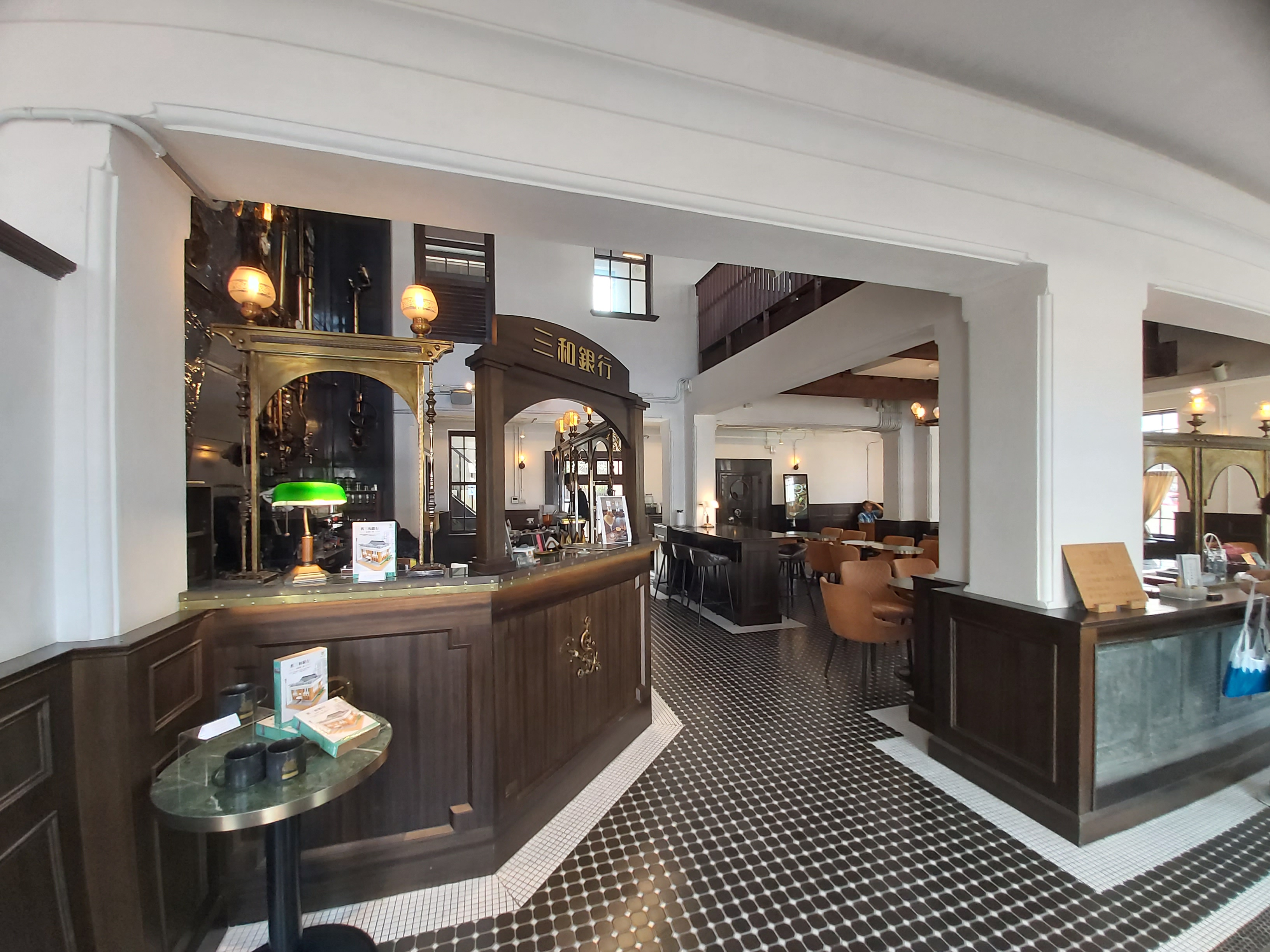
『新濱・駅前』咖啡廳在舊三和銀行建物內的入口

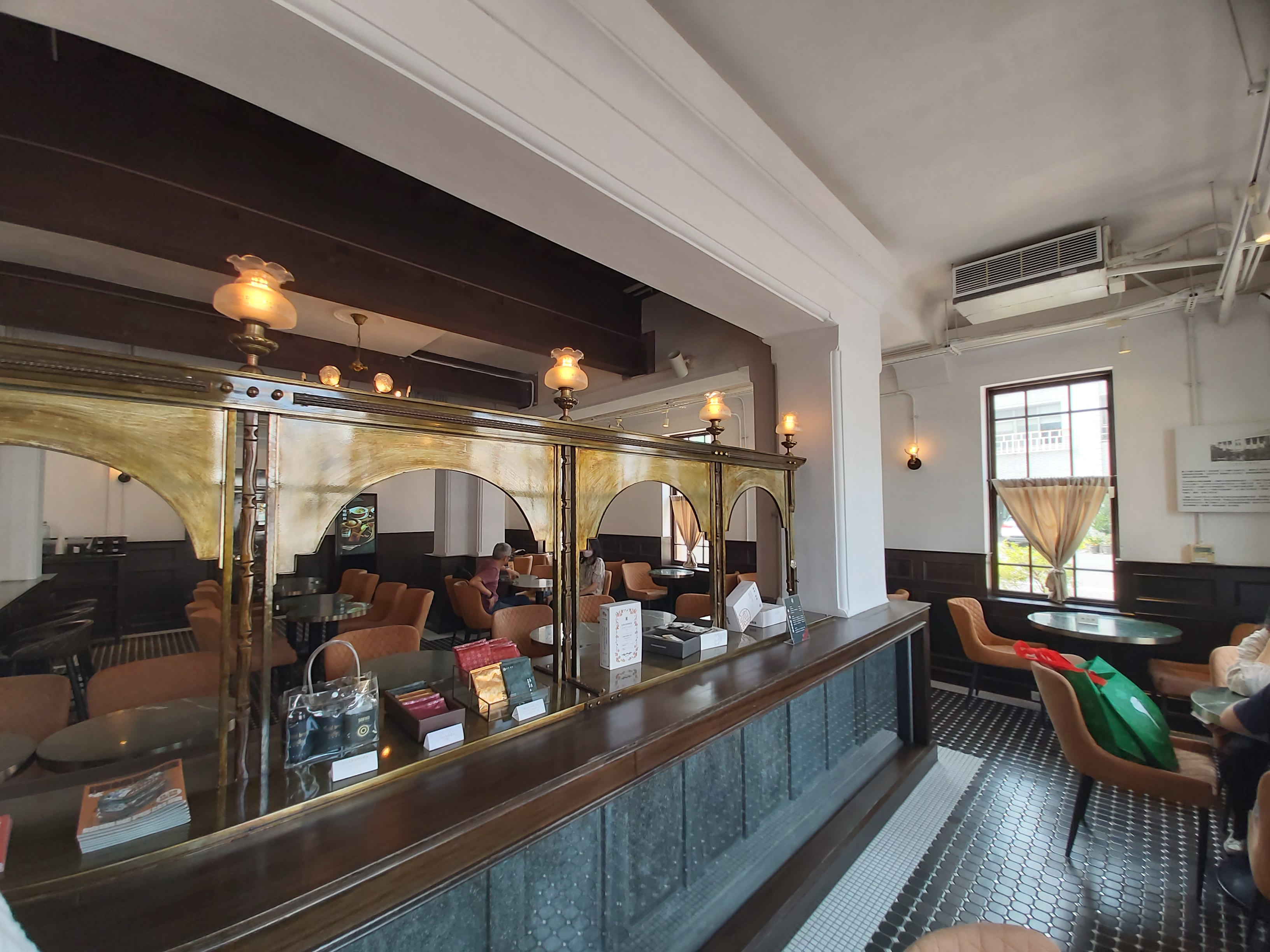
舊銀行櫃台保留區

舊三和銀行的建築物早在三十四銀行高雄支店營運前已建成，但確切的建成年代不詳，約在「打狗停車場」（後來的高雄港站）興建後，「打狗郵便局」興建前落成，也就是在明治四十一年（1908年）至大正二年（1912年）這段期間:2-8。過去舊有資料將建築日期寫作「民國前十年五月一日」（1901年5月1日）:2-4，但當時該建物的所在地仍為水域:2-7。對於此現象，《高雄市歷史建築 『舊三和銀行』調查研究及修復計畫》推測可能是將三十四銀行高雄支店成立的的「大正十年（1921年）」誤記作「民國前十年」所導致:2-8。
這棟建築物在創建之初是英商三美路商會（Samuel Samuel & Co. LTD） 在打狗的根據地，但隨著三美路商會在昭和元年（1926年）退出台灣，這棟建築物的產權也改由三十四銀行取得，之後這裡便成為三十四銀行高雄支店的新店址。後來三十四銀行、山口銀行、鴻池銀行在昭和八年（1933年）合併，遂改為三和銀行高雄支店。

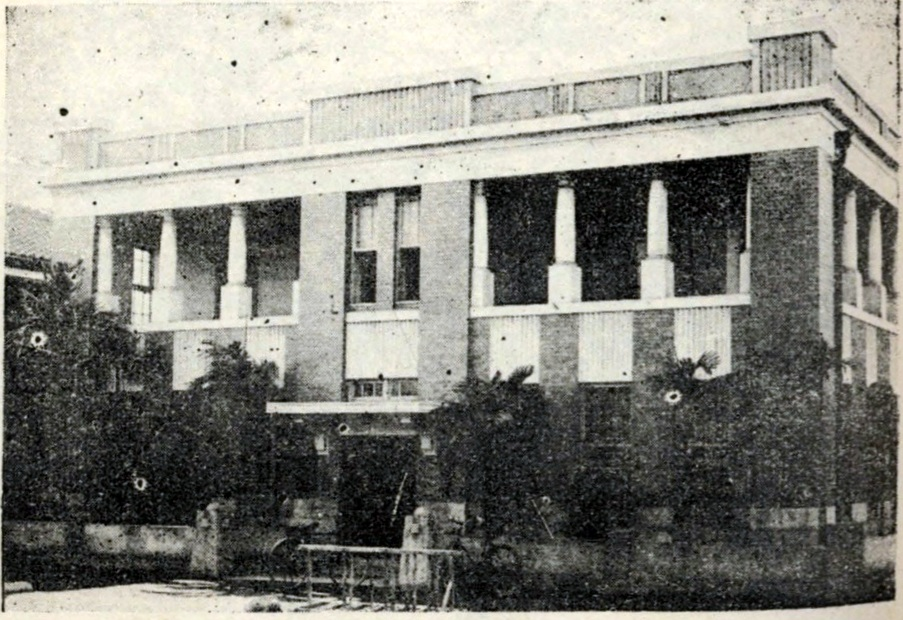
三十四銀行時期

民國三十五年（1946年）7月，在臺灣的三和銀行支店併入臺灣銀行，而該建築之後改作高雄市警察局鼓山分局新濱派出所使用直到民國七十九年（1990年）為止。而在派出所遷走之後，舊三和銀行便處於閒置狀態。

## 建築
舊三和銀行正立面呈對称狀態。大門位於正中央，上方有兩扇細條窗，每層樓左右兩邊各開三扇長方形窗，一二樓窗戶之間並有水平飾帶，飾帶與一樓窗戶之間還有仿古典柱式的凹槽裝飾，二樓上方的女牆也有折線裝飾。其牆壁貼有土黃色面磚，轉角處還特別用轉角面磚。

## MUFG高雄分行
三和銀行變成三菱日聯金融集團後，2016年2月設立高雄分行於前鎮區中鋼集團總部大樓。

## 外部連結
- 舊三和銀行 （页面存档备份，存于） 文化部文化資產局